# Chapelle Saint-Roch-du-Férétra de Toulouse
La chapelle Saint-Roch-du-Férétra est une chapelle située place Saint-Roch, à dix minutes du centre-ville de Toulouse, dans un quartier populaire à proximité d'immeubles HLM. Elle porte désormais le nom de chapelle Notre-Dame du Férétra. Elle est toujours affectée au culte catholique : la messe y est célébrée quotidiennement en latin selon le missel romain de 1962 (rite tridentin). Elle dépend de la Fraternité sacerdotale Saint-Pie-X.

## Histoire
La chapelle doit son nom à un ancien temple romain du nom de Jupiter Feretrius sur lequel une première chapelle est construite par les premiers chrétiens. Le « férétra » devient par extension en occitan le nom d'une fête donnée pour recevoir les indulgences du temps du Carême et de Pâques après que les fidèles ont visité une maladrerie,. Cette chapelle dessert en effet au Moyen Âge une maladrerie qui comme toutes les autres est donc construite dans les faubourgs de la ville. L'édifice actuel remonterait au XIIIe siècle et à l'arrivée des Carmes à Toulouse. Elle accueille les reliques de Saint Thomas d'Aquin en 1369, confiées par le Pape Urbain V. Siège d'une confrérie de Saint-Roch au XVIe siècle, elle subit diverses restaurations au cours du XVIIIe siècle et un réaménagement intérieur entre 1784 et 1786 par Jean-Arnaud Raymond. Son clocher est détruit à la Révolution française. Après avoir servi d'entrepôt à charbon, la chapelle est acquise par la Fraternité sacerdotale Saint-Pie-X  dans les années 1980. 
La chapelle est inscrite au titre des monuments historiques en 1979,.

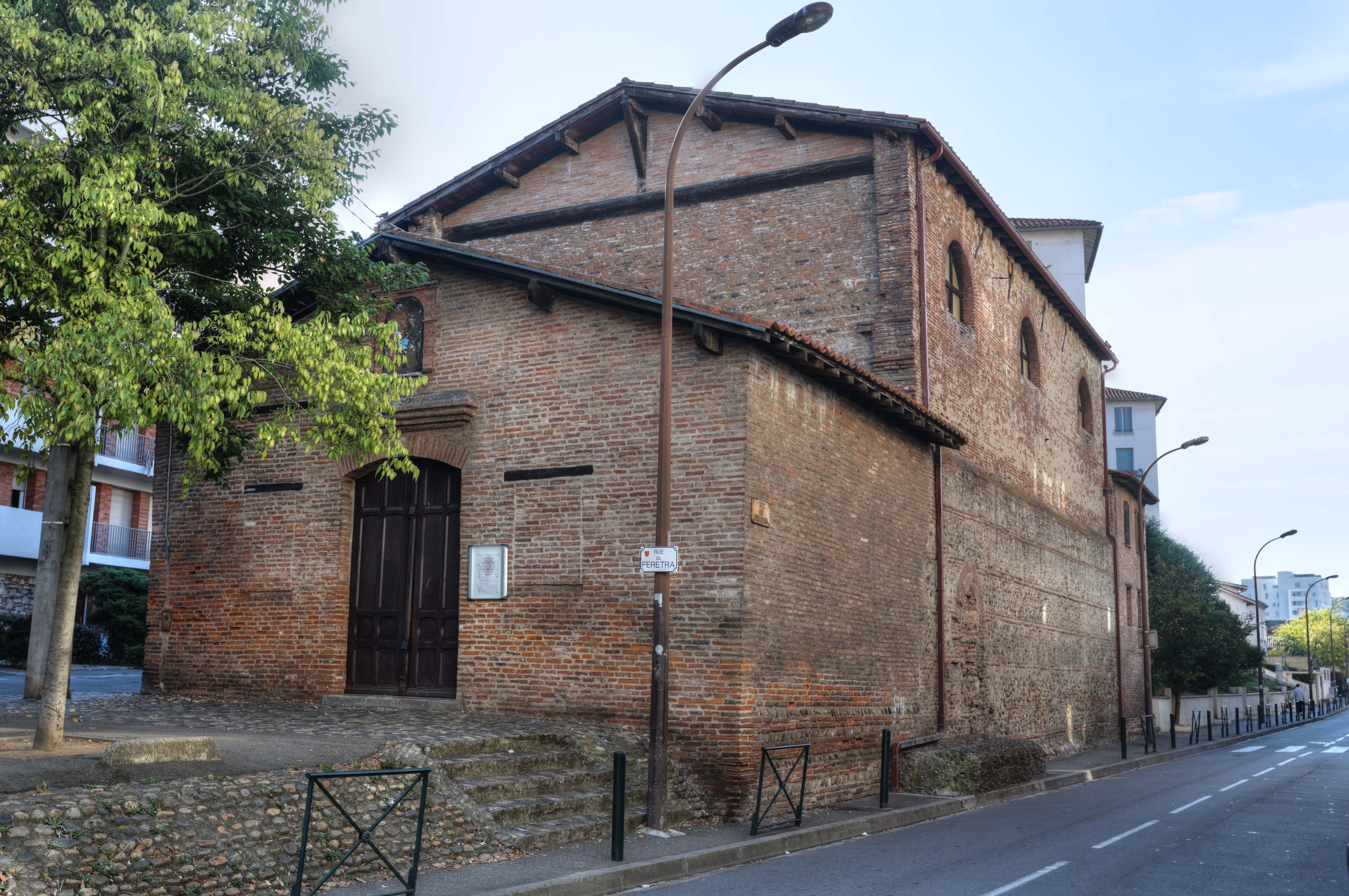
Façade de la chapelle

## Architecture
La chapelle est établie selon un plan rectangulaire et se termine par une abside semi-circulaire. Les murs s'appuient sur les constructions antérieures : l'édifice du XIIIe siècle et les vestiges de la construction romaine.
L'intérieur réaménagé par Jean-Arnaud Raymond (1738-1811) et son frère (férus d'architecture palladienne) présente des murs nus, sobrement parés d’un enduit blanc et décorés de colonnes et de pilastres engagés d'ordre toscan, le tout étant surmonté d'une corniche en briques rouges.